# 콘도르 (조류)
콘도르(condor)는 맹금류의 한 종류로 콘도르과에 속하며 크게 캘리포니아콘도르와 안데스콘도르의 두 종류로 나뉜다. 

## 특징
나는 모습이 힘차고 보통 한 시간에 한 번 정도 날개를 펄럭여서 높이 날아오르거나 먼 거리를 활공한다. 바위벽 등에 집을 짓고 2 3월에 두 개의 알을 낳는다. 울지는 못하고 때때로 20에서 30마리씩 떼를 지어 다니며 토끼, 다람쥐, 사슴 등을 해치기도 하나 흔히 썩은 고기를 먹는다. 콘도르는 날면서 땅 위의 먹이를 찾는데, 죽은 동물의 찌꺼기도 먹는다.

## 생김새
캘리포니아콘도르는 날개편길이가 2.4 2.9m에 이르며, 몸무게는 14kg에 이른다. 이보다 약간 더 큰 안데스콘도르는 날개편길이가 약 3m에 이르고, 몸무게는 12kg이나 된다. 다 자란 콘도르는 몸이 검은색 깃털로 뒤덮여 있다. 캘리포니아콘도르는 날개 아랫면이 흰색이고, 안데스콘도르는 날개 윗면이 흰색이다. 목 주위에는 목깃이 나 있는데, 캘리포니아콘도르는 검은색이고, 안데스콘도르는 흰색이다.

## 종
- 안데스콘도르 (Vultur gryphus) - 안데스산맥에 서식.
- 캘리포니아콘도르 (Gymnogyps californianus) - 미국과 멕시코의 서해안에 제한적으로 서식.